# Henry Martin (dessinateur)
Henry Martin (né le 15 juillet 1925 à Louisville et mort le 30 juin 2020) est un dessinateur humoristique et illustrateur américain.
Diplômé en 1948 de l'université Princeton, il est connu pour avoir fourni près de 700 dessins d'humour à l'hebdomadaire New Yorker entre 1965 à 1999.

## Prix
- 1979 : Prix de la National Cartoonists Society du dessin humoristique publié dans un magazine